# بيروفاليرون
بيروفاليرون (بالإنجليزية: Pyrovalerone)‏ هو عقار نفساني التأثير ويعمل مُنبِّهًا. يُستخدم علاجًا في العيادات لمرضى متلازمة التعب المزمن أو الخمول أو لفاقدي الشهية ومرضى فقدان الوزن. تم تطوير العقار في نهاية الستينات في فرنسا وأوروبا، وهو يرتبط بالعديد من العقاقير المنشطة.